# Ura e Mesit
Ura e Mesit (Bron i mitten) (sv: mesbron) är en bro belägen i byn Mes,  cirka fem kilometer norr om Shkodra i nordvästra Albanien. Bron byggdes på 1700-talet och går över Kirfloden (lumin kir). Bron består idag av tretton bågar, där den längsta, bågen i mitten, är 21,5 meter lång.
Bron är ett monument över postribëkulturen, som gör platsen till en turistattraktion med många besökare från hela världen. För utlänningar är brons arkitektur spännande med runda släta stenar och stenplattor. Det omgivande panoramat ger bron ett ännu mer pittoreskt utseende. Den albanska utvecklingsfonden investerade 13 miljoner ALL så att turister kan passera över bron för en närmare åskådning eftersom det inte fanns någon infartsväg till bron.
Det byggdes på 1700-talet, och öppnades ca 1770, av Kara Mahmud Bushatlliu, den lokala osmanska pashan, och sträcker sig över floden Kir. Byggnationen var uppdelad i två faser där den första fasen endast var mittbågen och bågen nära den och den andra fasen omfattade de övriga elva bågarna. Syftet var att förbinda staden Shkodër med staden Drisht och andra städer på norra sidan. Den är 108 meter lång, 3,4 meter bred, 12,5 meter hög med 13 valv och är ett exemplen på en av de längsta ottomanska broarna i regionen. Den byggdes som en del av vägen som går uppför Kirdalen, så småningom till Pristina.
Idag är bron i riskzonen, efter att ha skadats över tid av förödande översvämningar, vilket har resulterat i att översvämningsvattnet eroderar marken kring pelarna på höger sida och orsakar sprickor.

## Galleri

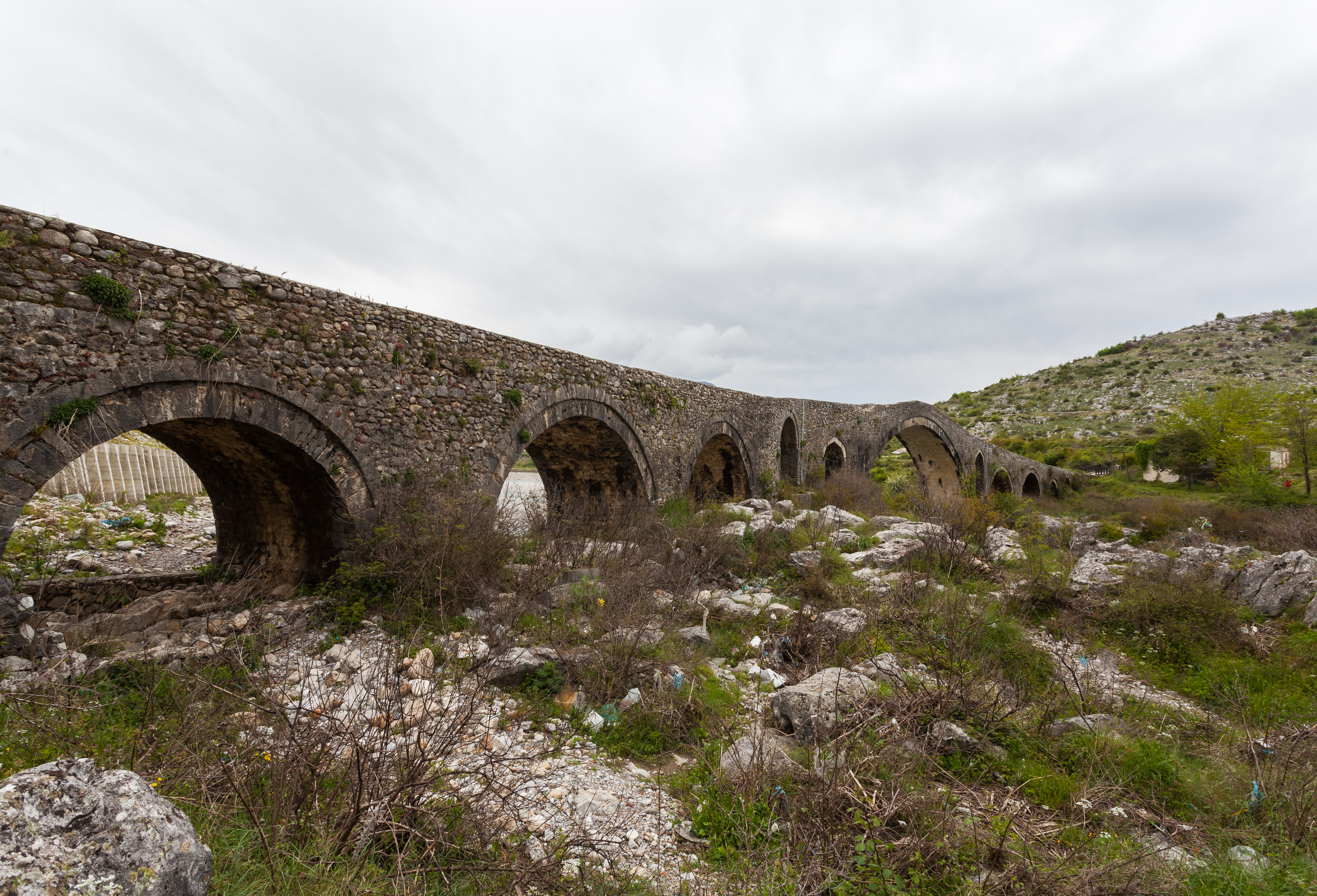
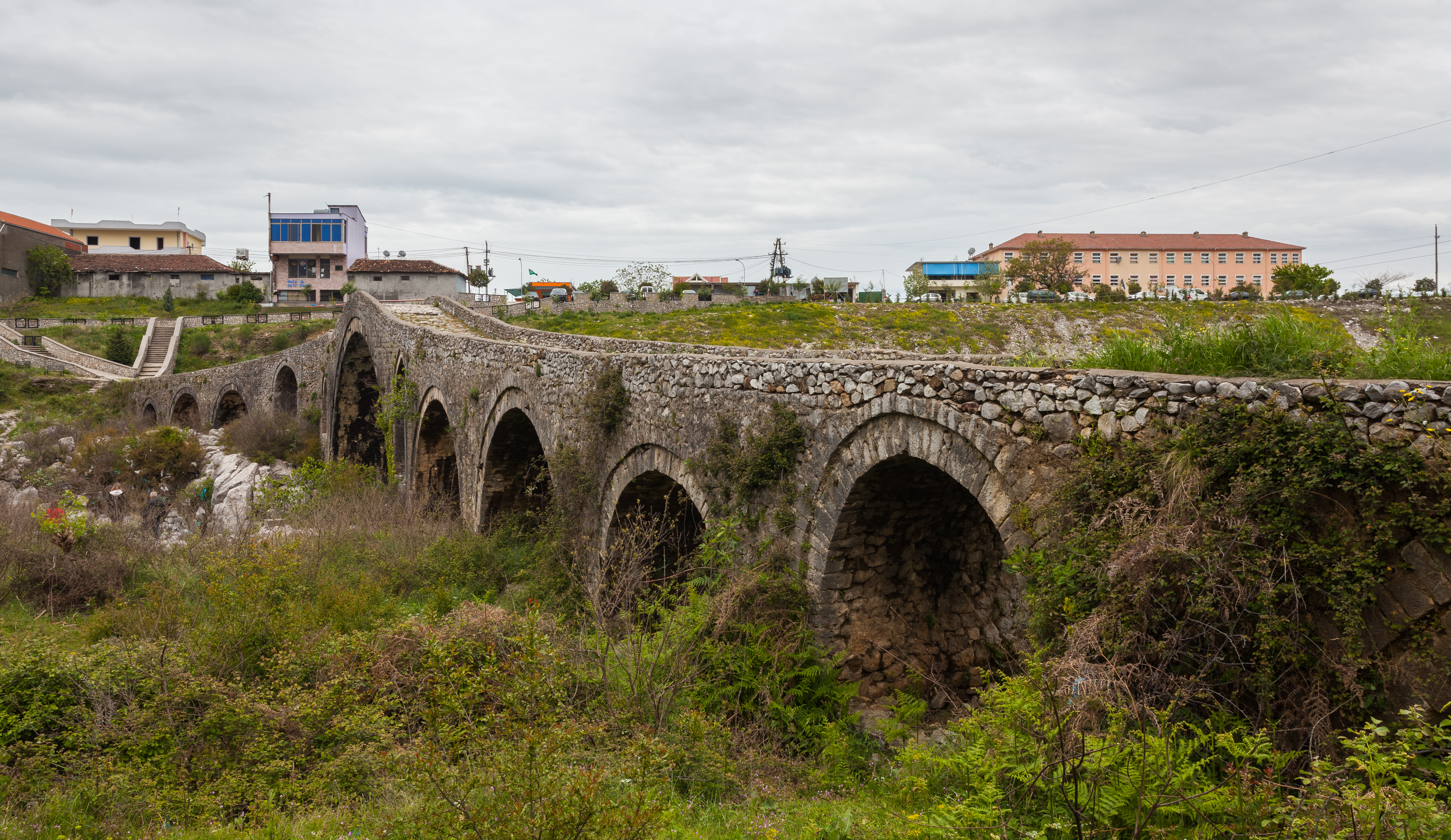
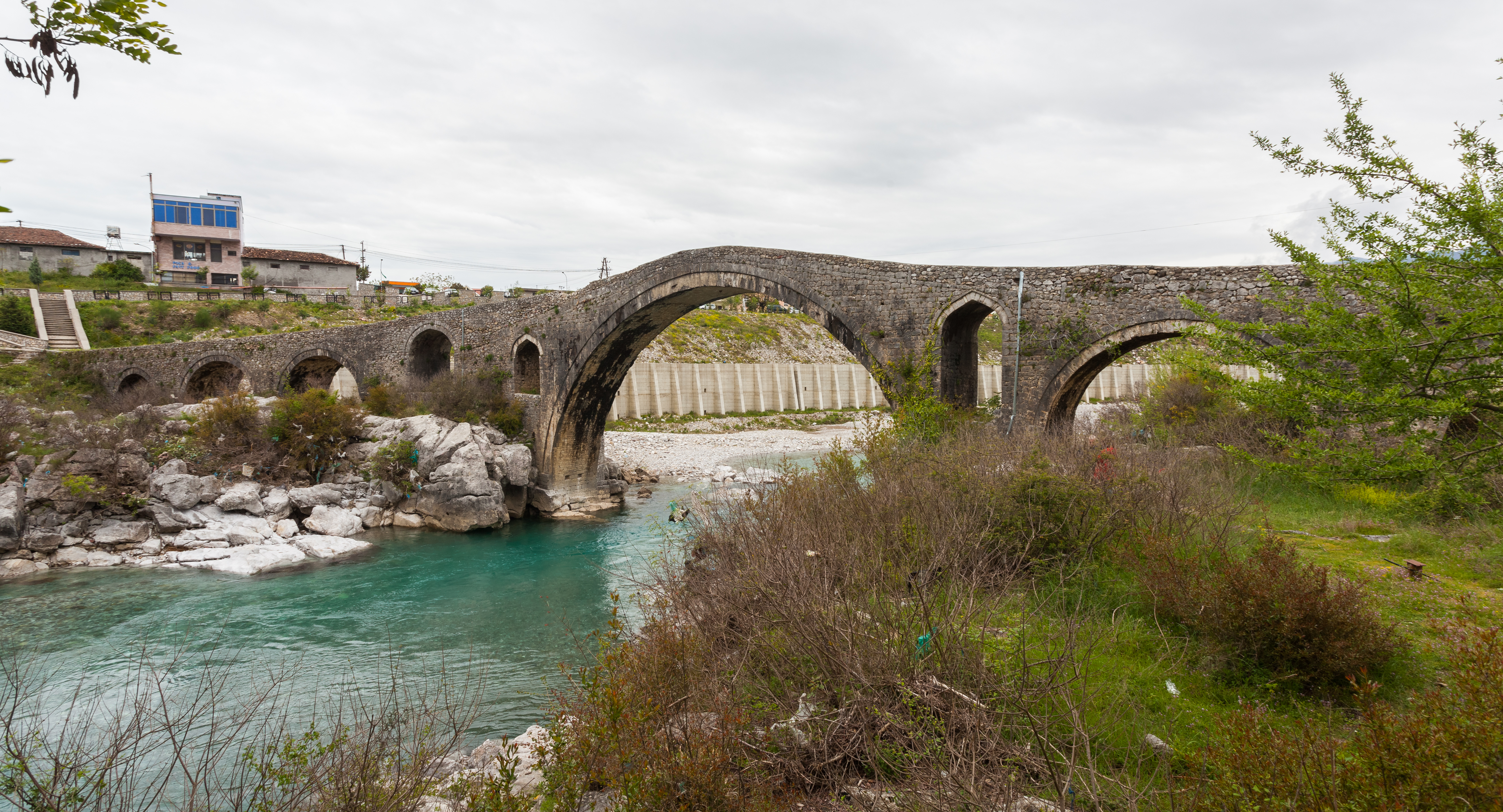
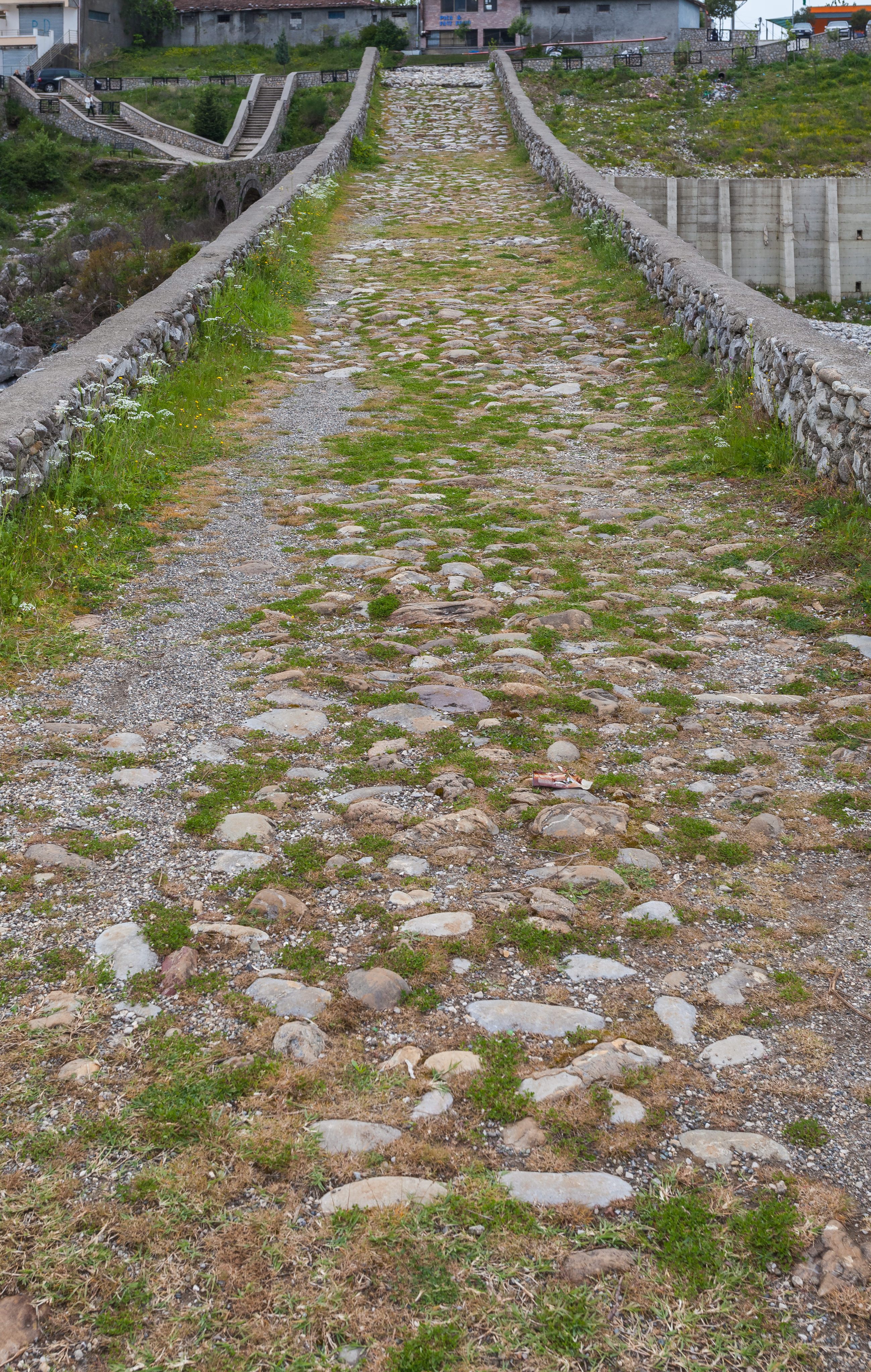
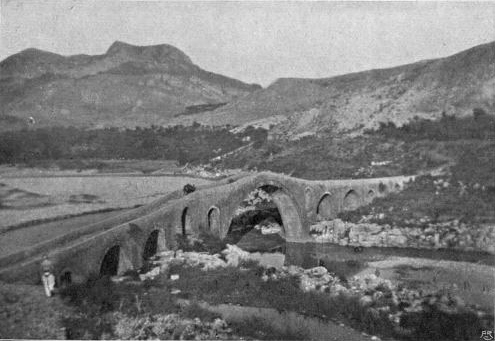
Mes Bridge, 1906